# 祠堂

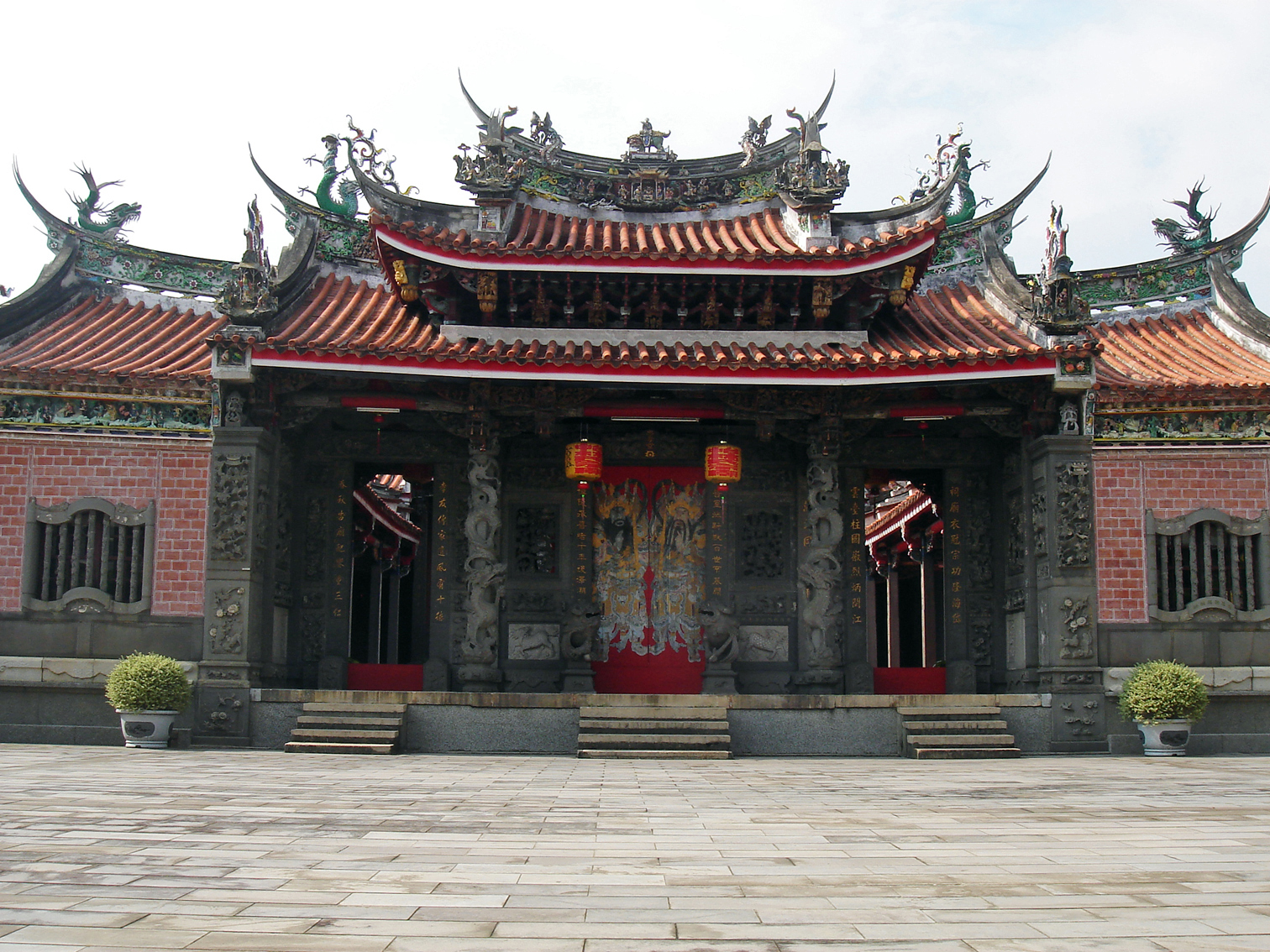
台中にある林氏宗祠

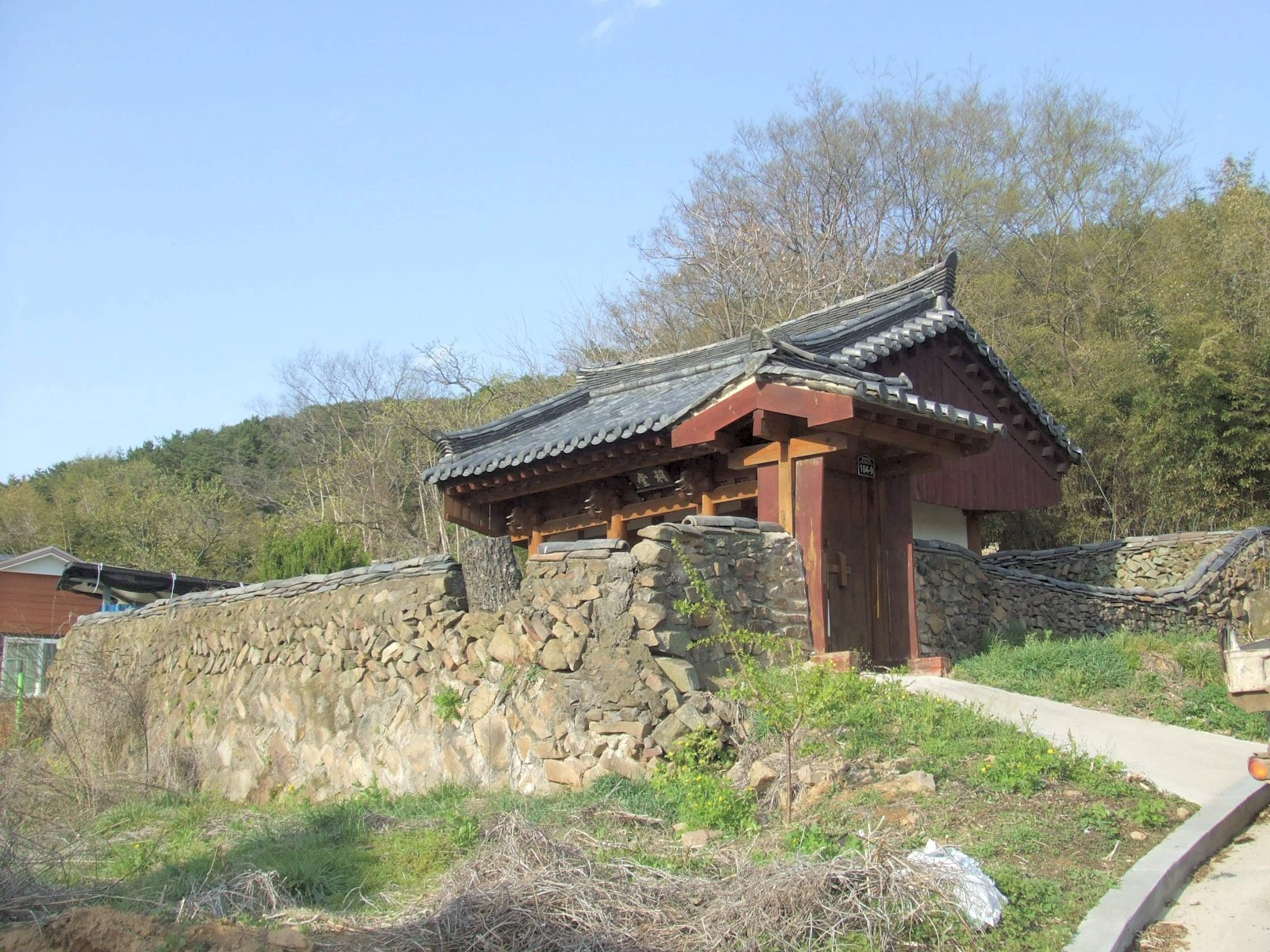
達城郡汶陽里にある東萊鄭氏の祠堂

祠堂（しどう）は中国・朝鮮に見られる先祖の位牌を祀って、祭祀を行う霊廟である。宗廟、祖廟、家廟、祠堂家、祠宇とも呼ばれるが、朱子の「家礼」で祠堂と称して通用した。王室の祠堂としては朝鮮の李氏宗廟が有名である。

## 朝鮮における歴史
三国時代に朝鮮に伝わり、高麗時代に普及したあと、朝鮮時代には徹底的に守るようになった。今日、新たに神主を作る家は少なく、祠堂は特別な場合にのみ見られるようになった。